# Pepón Artiles
José Carmelo Artiles Morales (Telde, Gran Canaria, 29 de noviembre de 1967), conocido en el mundo del baloncesto como Pepón Artiles, es un jugador de baloncesto español que disputó cuatro temporadas en la Liga ACB, además de pasar por el resto de categorías inferiores españolas y por la liga de Portugal. Con 2,05 metros de estatura, jugaba en las posiciones de alero o ala-pívot indistintamente. Actualmente juega en la liga insular de Gran Canaria.

## Trayectoria deportiva

### Primeros años
Comenzó jugando a baloncesto en Telde, su ciudad natal, hasta que con 18 años fichó por el Cajacanarias, con el que jugó en el equipo de segunda división mientras entrenaba con el primer equipo. Mediada la temporada 1987-88, Josep Lluís, entonces en el Real Club Deportivo Español, acudió a las islas en busca de otro jugador, pero acabó fichando a Artiles, ya que fue el jugador que más le gustó.

### Profesional
Llegó al Grupo IFA Español con la liga ya avanzada, donde coincidió con otros grandes talentos jóvenes como Santi Abad o Edu Piñero, pero no dispuso de muchos minutos en los diez partidos que disputó, en los que promedió 1,8 puntos.
Regresó la temporada siguiente al Cajacanarias, donde apenas llegó a disputar siete partidos, pero fue incluido en la que entonces se denominada lista de intransferibles, por lo cual no podía jugar en ACB en otro equipo que no fuera el canario, por lo que se vio obligado a fichar por el CajaHuelva, de la entonces denominada Primera División, donde permaneció tres temporadas, para posteriormente en 1992 firmar con el CajaBilbao, equipo con el que consiguió el ascenso a la liga ACB, pero tras no poder afrontar los gastos de la nueva categoría, acabó desapareciendo.
Regresó a las islas para fichar por el CB Gran Canaria, también de la Liga EBA, con el que logró su segundo ascenso consecutivo a la máxima categoría, promediando en la fase de ascenso disputada en Gijón 23,6 puntos por partido, que le valió para ser elegido mejor jugador del torneo. Jugó dos temporadas en la ACB con el equipo canario, donde tuvo mayor protagonismo que en su primera etapa en la liga. En su primera temporada promedió 5,1 puntos por partido, mientras que en la segunda bajó a 2,9.
Le ofrecieron la renovación a la baja, algo que no aceptó, y acabó firmando con el Club Melilla Baloncesto, donde no le fueron bien las cosas. En 1998, como otros muchos jugadores españoles que no encontraban acomodo en las ligas nacionales, se fue a jugar a la liga portuguesa, al Seixal FC, donde acabó jugando cuatro temporadas, y una más entremedias en el Portugal Telecom. Con 35 años de edad, aún promediaba 15,3 puntos y 6,5 rebotes por partido. Tras regresar a Gran Canaria en 2003, dejó el baloncesto de alto nivel.
Tras más de una década alejado de la alta competición, regresó a las pistas en la temporada 2017-18, en las filas del C.B. Maramajo Villa de Teguise de la liga EBA, convirtiéndose a los 50 años de edad en el jugador más veterano a nivel nacional, y donde coincidió jugando durante unos meses con su hijo Alberto. Sus números esa temporada, 11,1 puntos y 6,8 rebotes por partido.